# 小行星8241
小行星8241（英語：8241 Agrius）是一颗围绕太阳公转的小行星。1973年9月19日，C. J. 万·豪敦、I. 万·豪敦-格勒内费尔德、T. 赫雷爾斯在帕洛马山发现了此天体。
这颗小行星的绝对星等为264.0541376695393等。小行星8241以希臘神話的人物阿格里烏斯命名。